# Bupleurum praealtum
Bupleurum praealtum es una especie de planta herbácea perteneciente a la familia de las apiáceas.

## Descripción
B. praealtum es una planta anual, glabra, con tallos erectos más o menos ramosos, de 40 cm hasta 1 m o más; las hojas todas similares, linear-lanceoladas, agudas, de 2-15(20) por 0,2-1 cm, las basales marchitas en la floración; las umbelas con 1-3(5) brácteas lineares, erecto-patenes y con 1-4(6) radios muy desiguales, de 0,5-3 cm; umbélulas con 3-6 bractéolas y 1-4 flores con pétalos amarillos; los frutos oblongos, de 4-7 mm, con costillas filiformes y sobre pedicelos de 1-3,5 mm.
Es muy similar a Bupleurum gerardii de la que se separa por los frutos de mayor tamaño y, a veces, por el porte mayor, las hojas más anchas con nervio central bien marcado, pocos radios en la inflorescencia y bractéolas que no sobrepasan los frutos. 

## Hábitat
Se encuentra en los claros y márgenes de carrascal y quejigal y en ambientes derivados.
A veces aparece en cuarcitas en alturas de 500-1300 (1700) metros. La floración se produce en (junio) julio-septiembre (octubre) y la fructificación en agosto-septiembre (noviembre).

## Distribución
Se distribuye por el centro y sur de Europa; nordeste y centro de la península ibérica; en Aragón parece rarísima en la Depresión del Ebro, donde solo se conoce de Castejón de Valdejasa, a 650 m y aparece con cierta frecuencia en Pirineo y Prepirineo y en la mitad NW del Sistema Ibérico aragonés.

## Taxonomía
Bupleurum praealtum fue descrita por Carlos Linneo y publicado en Amoenitates Academicae, Linnaeus ed. 4: 480. 1759
Etimología
Bupleurum: nombre genérico que deriva de dos palabras griegas bous y pleurón, que significa "buey" y "costa". Probable referencia a las ranuras longitudinales de las hojas de algunas especies del género. Este nombre fue usado por primera vez por Hipócrates y, de nuevo, en tiempos relativamente modernos, por Tournefort y Linneo.
praealtum: epíteto latino que significa "muy alta".
Sinonimia
- Bupleurum junceum L.[3]
- Bupleurum badium Rochel & Lang ex Saut.
- Bupleurum quadridentatum Wettst.
- Bupleurum rissoi (DC.) Risso
- Bupleurum rissonii Rich. ex DC.
- Bupleurum trifidum Ten.
- Buprestis juncea Spreng.
- Isophyllum junceum Hoffm.[4]

## Nombre común
- Castellano: cuchillejo.[3]